# Mingir, Hîncești
Mingir este un sat-reședință de comună din Raionul Hâncești, Republica Moldova. Conform recensământului din anul 2004 populația este de 5.039 locuitori. Distanța până în orașul Hâncești este de 45,1 km. Distanța până la orașul Chișinău este de 84,1 km. Satul are o suprafață de 3,2 km2, cu un perimetru de 10,2 km. Din componența comunei fac parte localitățile Semionovca și Mingir. Satul Mingir a fost menționat documentar în anul 1743 cu denumirea Gura Ocoalelor.

## Populație
La recensământul din anul 2004, populația localității constituia 5.039 de locuitori, dintre care 49,71% - bărbați și 50,29% - femei. Structura etnică a populații din comuna Mingir este următoarea: 98,68% - moldoveni/români, 0,74% - romi, 0,08% - ucraineni, 0,02% - bulgari, 0,28% - alte etnii. În comuna Mingir au fost înregistrate 1483 de gospodării casnice în anul 2004.

### Complexul Memorial Mingir
Inaugurarea Complexului Memorial Mingir din Mingir a avut loc la 11 mai 2014. Mingirul fiind o localitate de o deosebită însemnătate cultural-istorică. Complexul Memorial Mingir este situat în centrul localității pe locul Cimitirului Vechi. Acest complex memorial prezintă evenimentele politice, economice, sociale și culturale pe care le-au cunoscut mingirenii în ultimele trei secole, și are menirea de a proteja și restaura moștenirea istorică, naturală și culturală. La inaugurarea complexului au participat numeroase personalități: miniștri, deputați, preoți, istorici, oameni de știință din țară și de peste hotare.
Existența Cimitirului Vechi datează de la începutul secolului al XVIII-lea. El funcționând până în anul 1880, apoi fiind demolat în timpul celui de-al doilea război mondial. Teritoriul cimitirului a fost dezafectat și îngrijit ca un teren sfânt pentru locuitorii localității.

## Personalități născute aici
- Nicolae Gribincea (n. 1961) muzician;
- Tudor Casapu  (n. 1963) halterofil câștigător al medaliei de aur (1992);
- Mihail Iacob (n. 1976), inginer decorat cu Ordinul Gloria Muncii;
- Maria Olărașu (n. 2000), canoistă olimpică.